# Guerrero Negro
Guerrero Negro (nevének jelentése: fekete harcos) kisváros Mexikó Déli-Alsó-Kalifornia államának északi részén. A 13 054 lakosú, a Csendes-óceán közvetlen közelében fekvő település a Föld legnagyobb sólepárlójáról és partközeli vizeit télen felkereső szürke bálnákról ismert. A terület része a világörökségi védelem alatt álló El Vizcaíno Bioszféra-rezervátum bálnavédelmi körzetének is.

## A város
A várost sajátos kettősség jellemzi: utcái még aszfaltozva sincsenek (kivétel a fő utca), de a városi élethez minden más elengedhetetlen intézmény mégis jelen van. Az oktatás mindenki számára biztosított (írástudatlanság gyakorlatilag nincs), két könyvtár, sportlétesítmények, két klinika és egy elsősegély-központ, hotelek, valamint egy mozinak és színháznak is alkalmas közösségi ház is található itt. Taxik is üzemelnek és postai szolgáltatás is működik a városban.

## Története
A város születését annak köszönheti, hogy felfedezték: a környéken (főként az innen délre mintegy 30–40 km-re fekvő Ojo de Liebre nevű öbölben) kiváló lehetőség van só kitermelésére. Bár angolok és franciák már korábban is kihasználták ezt a lehetőséget, később üzemeiket elhagyták, és csak 1954-ben vásárolta meg a területet Daniel K. Ludwig cége, az Exportadora de Sal S. A., az azóta a Föld legnagyobb ilyen jellegű létesítményévé vált sólepárló dolgozói pedig megalapították Guerrero Negrót. Neve a Black Warrior bálnavadász hajó nevének spanyol fordításából származik, jelentése: fekete harcos. Ez a hajó 1858. november 28-án süllyedt el az itteni öbölben.

## Népesség
A fiatal város mára az igen nagy területű Mulegé község legnépesebb településévé vált, a községközpontot, Santa Rosalíát is megelőzve. A lakosság az utóbbi években is folyamatosan nőtt:
| Év   | Lakosság |
| ---- | -------- |
| 1990 | 7231     |
| 1995 | 10 220   |
| 2000 | 10 235   |
| 2005 | 11 894   |
| 2010 | 13 054   |

## Turizmus, látnivalók
Magában a városban nincsenek turisztikai látnivalók, de a környéket mégis számos turista keresi fel. Egyrészt maguk a (turisták számára is látogatható) sólepárlók és a környező fehér homokból álló dűnék (Dunas de la Soledad vagy Dunas de Don Miguelito) is különleges látványt nyújtanak, de az igazi különlegesség a szürke bálnák téli érkezése. Januártól márciusig külön vízitúrákat is szerveznek a látogatók számára. Ekkor nem csak bálnákat, hanem a Föld messzi tájairól érkező vándormadarak ezreit is megfigyelhetjük.